# کاشیپور
کاشیپور (به انگلیسی: Kashipur, Uttarakhand) یک زیستگاه انسانی در هند است که در اوهام سینگ نگر واقع شده‌است.

## خصوصیات
کاشیپور ۵٫۴۶ کیلومترمربع مساحت و ۱۲۱٬۶۱۰ نفر جمعیت دارد و ۲۱۸ متر بالاتر از سطح دریا واقع شده‌است.